# Yangjiang
Yangjiang (cinese: 阳江 ; pinyin: Yángjiāng) è una città con status di prefettura della provincia del Guangdong, nella Cina meridionale. Confina con Maoming a ovest, Yunfu a nord, Jiangmen a est e col mar Cinese Meridionale a sud. Il dialetto locale è il dialetto di Gaoyang, una branca della lingua cantonese. Al censimento del 2020, la popolazione era di 2.602.959 abitanti, di cui 1.292.987 vivevano nell'area largamente urbanizzata comprendente il distretto di Jiangcheng e la contea di Yangdong.
Svariate zone di questa città hanno fatto registrare tra le più alte concentrazioni di radioattività naturale del mondo.

## Storia
Sotto i Qing, la contea di Yangjiang faceva parte della comanderia di Zhaoqing. Fu successivamente separata e divenne una comanderia a sé stante.

## Amministrazione

### Suddivisioni amministrative
La prefettura di Yangjiang è a sua volta divisa in 1 distretto, 1 città e 3 contee.
|                                                  | Nome   | Cinese        | Pinyin | Superficie km² | Popolazione 2008 |
| ------------------------------------------------ | ------ | ------------- | ------ | -------------- | ---------------- |
| Distretto di Jiangcheng                          | 江城区 | Jiāngchéng Qū | 453    | 662.000        |                  |
| Yangchun                                         | 阳春市 | Yángchūn Shì  | 4055   | 1.100.000      |                  |
| Contea di Yangdong                               | 阳东县 | Yángdōng Xià  | 2043   | 471.000        |                  |
| Contea di Yangxi                                 | 阳西县 | Yángxī Xiàn   | 1271   | 500.000        |                  |
| Popolazione con permesso di soggiorno permanente |        |               |        |                |                  |

## Economia e cultura
Yangjiang è la base di Yangjiang Shibazi, un produttore di coltelli.
Il collettivo di artisti del Gruppo Yangjiang ha sede in città e il lavoro dei suoi membri è in gran parte ispirato dalla località.
Yangjiang ospita sei reattori nucleari, la più grande centrale nucleare della Cina.

## Geografia

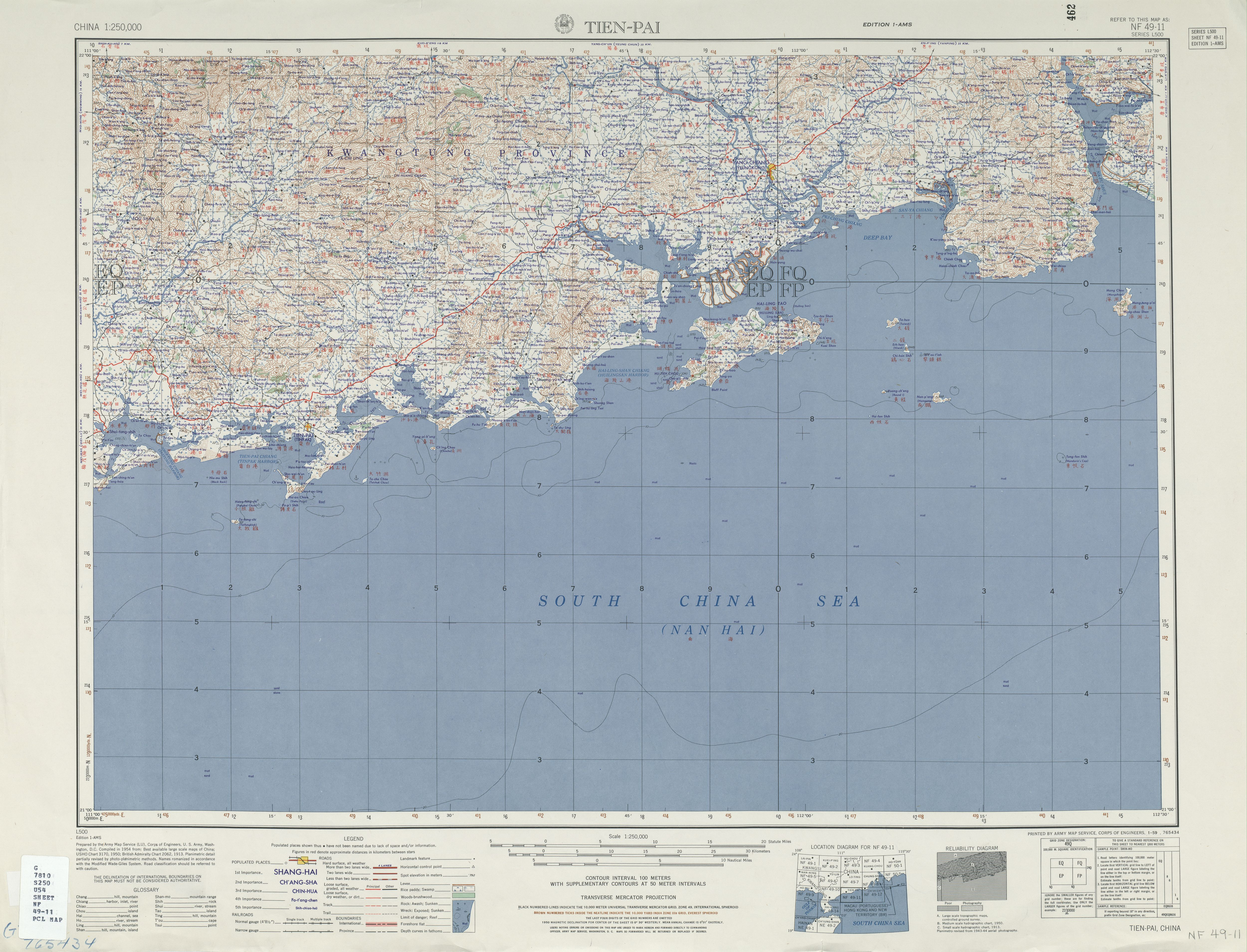
Yangjiang (segnata come YANG-CHIANG (YEUNGKONG) (陽江)) (1954)

La città prende il nome dal fiume Moyang.
Yangjiang fu colpita da un terremoto di magnitudo 5.9 il 25 luglio 1969, in cui rimasero uccise oltre 3000 persone. Svariate zone di questa città hanno fatto registrare tra le più alte concentrazioni di radioattività naturale del mondo.

## Clima
Yangjiang ha un clima subtropicale umido influenzato dai monsoni (Köppen Cwa), con inverni da miti a caldi ed estati lunghe e calde (ma non particolarmente calde) e condizioni molto umide tutto l'anno. L'inverno inizia soleggiato e secco ma diventa progressivamente più umido e nuvoloso. La primavera è generalmente nuvolosa, mentre l'estate porta le piogge più abbondanti dell'anno anche se è molto più soleggiata; ci sono 12,6 giorni con 50 mm (1,97 pollici) o più di pioggia. L'autunno è soleggiato e secco. La temperatura media mensile nelle 24 ore varia da 15,5 °C (59,9 °F) a gennaio a 28,3 °C (82,9 °F) a luglio, e la media annuale è 22,74 °C (72,9 °F). Le precipitazioni annuali ammontano a circa 2.221 mm, di cui quasi i due terzi da maggio ad agosto. Con una percentuale mensile di sole possibile che varia dal 18% a marzo al 55% a ottobre, la città riceve 1.757 ore di sole splendente all'anno.